# Jacob Mourujärvi
Jacob "pyth" Mourujärvi je švédský profesionální hráč hry Counter-Strike: Global Offensive. Se svojí kariérou začal v roce 2012 a do roku 2015 vystřídal 16 týmů. Na konci roku 2015 dostal šanci v týmu Ninjas in Pyjamas, ve kterém hrál společně s Patrikem Lindbergem, Richardem Landströmem, Adamem Fribergem a Christopherem Alesundem. V roce 2017 byl ale nahrazen Williamem Sundinem a 19. května v NiP skončil.